# 외눈증
외눈증(─症, cyclopia, cyclocephaly, synophthalmia), 단안증(單眼症), 외눈기형은 희귀한 형태의 전전뇌증으로, 배아의 앞뇌가 눈의 안와를 2개의 공동으로 적절하게 분리하는 일에 실패함으로써 발생하는 선천성 질병이다. 발생 확률은 16,000마리의 짐승들 가운데 1명, 200명의 유산아 가운데 1명이다.

## 외눈박이
외눈박이는 인간을 포함한 동물의 기형으로, 두 눈이 갖추어진 것이 정상인 생명체가 외눈으로 태어난 개체를 가리킨다. 자연 상태에서 16,000분의 1의 확률로 발생하는 기형으로 겉 모습 뿐 아니라 뇌의 심한 이상을 동반하기 때문에 발생 과정에서 유산되거나, 태어나더라도 곧 죽는다. 인간의 외눈박이 기형은 매우 드물지만, 서양의 몇몇 의학박물관에서는 외눈박이 기형의 태아를 보관하고 있는 경우가 있다. 애꾸눈이라고 가리킨다.

## 같이 보기
- 키클롭스